# نادي بينانق
نادي بينانق هو نادي كرة قدم ماليزي من مدينة جورج تاون يلعب في دوري السوبر الماليزي،تأسس النادي في 1921.